# جو تاسليم
جو تاسليم هو ممثل إندونيسي من أصل صيني ولاعب جودو سابق ولد في 23 يونيو 1981 بمدينة فلمبان.

## وصلات خارجية
- جو تاسليم على موقع IMDb (الإنجليزية)
- جو تاسليم على موقع روتن توميتوز (الإنجليزية)
- جو تاسليم على موقع أول موفي (الإنجليزية)
- جو تاسليم على موقع قاعدة بيانات الفيلم (الإنجليزية)